# Saint-Loube
Saint-Loube é uma comuna francesa na região administrativa de Occitânia, no departamento de Gers. Estende-se por uma área de 6,09 km². Em 2010 a comuna tinha 100 habitantes (densidade: 16,4 hab./km²).